# Julieta Montaño
Julieta Montaño (Quillacollo, 16 de agosto de 1946), es una activista, autora y abogada boliviana.
Defensora de los derechos humanos, activista de los derechos de la mujer y escritora feminista, fue una de las ganadoras, el año 2015, del Premio Internacional a las Mujeres de Coraje otorgado por el Departamento de Estado de los Estados Unidos.

## Primeros años
Rosa Julieta Montaño Salvatierra nació el 16 de agosto de 1946 en Quillacollo, Cochabamba, Bolivia. Ella completó sus estudios básicos luego obtuvo una Licenciatura en Humanidades por la Universidad Mayor de San Simón en 1965. Completando su Licenciatura en Derecho en la misma universidad en 1972, Montaño obtuvo una Maestría en Derechos Humanos y Ciencias Políticas en la Universidad Mayor de San Simón y en la Universidad de Huelva, Huelva, España y pasó a trabajar en su Doctorado en Derechos Humanos en la Universidad Pablo de Olavide in Sevilla, España.

## Biografía
Montaño ha servido como vicepresidente de la Asamblea de los Derechos Humanos de Bolivia y como contralor de Cochabamba, Bolivia. De 1997 a 2002 sirvió en la Cámara de Diputados de Bolivia representando al Departamento de Cochabamba.
En 1981, durante el golpe de Estado de Bolivia, Julieta Montaño, quien en ese momento estaba al frente de la Unión de Mujeres de Bolivia (UMBO) fue puesta bajo arresto domiciliario. La dictadura terminó el 4 de agosto de 1981 y Montaño volvió a su práctica legal.
El 11 de abril de 1985 Montaño fundó la Oficina Jurídica para la Mujer (OJM) para promover los derechos de las mujeres y trabajar hacia la eliminación de la explotación sexual y la violencia contra las mujeres. A través de la educación y la creación de políticas públicas, así como de la asistencia social, psicológica y jurídica, la organización promueve la igualdad de género. Desde su fundación, la organización ha proporcionado ayuda legal para casos de violación, Acoso sexual y Violencia doméstica a más de 30.000 mujeres y ha trabajado con la Legislatura boliviana en la redacción de leyes para proteger a las mujeres en este tipo de cuestiones. Sólo como un ejemplo de ello, en 2013, el Gobierno de Bolivia aprobó un reglamento para castigar a los autores de femicidio con una pena máxima de treinta años sin la posibilidad de libertad condicional. Es la pena más dura permitido por la ley del país.
A pesar de ser encarcelada durante la época de la dictadura boliviana, Montaño ha trabajado continuamente para cambiar las políticas públicas. De acuerdo con el Departamento de Estado de los Estados Unidos, ella ha "influido en casi todas las piezas de legislación que avanzó sobre los derechos de la mujer en los últimos 30 años" en Bolivia.

## Asociaciones
- 1994-1999: Representante del Comité de América Latina y El Caribe para la Defensa de los Derechos de la Mujer (CLADEM).[2]
- 2002–presente: Sirvió en la Junta Directiva del Centro por la Justicia y el Derecho Internacional (CEJIL).[3]
- 2004–presente: Consejo Consultivo Honorario del CLADEM y continúa siviendo como su consejero legal.[4]
- 2007: La Asamblea General de la Organización de los Estados Americanos (OEA) designó a Montaña como uno de los 7 miembros de la Comisión Interamericana de Derechos Humanos (CIDH).[9]

## Algunos trabajos
- Sistematización de Experiencias en Respuestas Sociales en Cuestión de Vida:  Balance Regional y Desafíos sobre el Derecho de las Mujeres a una Vida sin Violencia.  Comité de América Latina y el Caribe para la Defensa de los Derechos de la Mujer – CLADEM, Lima. (2000).
- "Situación Jurídica de la Mujer" en Suplemento Mujeres del Mundo: Leyes y Políticas y Afectan sus Vidas Reproductivas.  Centro Legal para Derechos Reproductivos y Políticas Públicas, DEMUS – Estudio para la Defensa y los Derechos de la Mujer, Nueva York, Estados Unidos. (2000).
- Derechos reproductivos de la mujer en Bolivia: un informe sombra. (2001).
- "Bolivia:  Ethnicity, Race and Gender" en Race, Ethnicity, Gender, and Human Rights in the Americas:  New Paradigm for Activism.  (182–186) Washington. (2001) (En Inglés).
- Women's Reproductive Rights in Bolivia: A Shadow Report. (2001) (En Inglés).
- "Principio de los Derechos Humanos: Marco Legal y Normativo" en Agenda Defensorial No. 3. Defensor del Pueblo, La Paz. (2003).
- Ley Marco sobre Derechos Sexuales y Reproductivos:  Principios y Jurisprudencia que la Sustentan. Oficina Jurídica para la Mujer, Cochabamba. (2004).
- Tendencias de la jurisprudencia internacional en el ámbito de los derechos sexuales y los derechos reproductivos. (2007).
- Ley marco sobre derechos sexuales y reproductivos : principios y jurisprudencia que la sustentan. (2009).